# Mirel Rădoi
Mirel Matei Rădoi (ur. 22 marca 1981 w Drobeta-Turnu Severin) – piłkarz rumuński grający na pozycji defensywnego pomocnika lub środkowego obrońcy.

## Kariera klubowa
Rădoi jest wychowankiem klubu FC Drobeta-Turnu Severin pochodzącego z jego rodzinnego miasta Drobeta-Turnu Severin. W 1999 roku zaczął występować w jego barwach w drugiej lidze, a już po pół roku przeszedł do Extensiv Craiova z pierwszej ligi. W niej zadebiutował 4 marca 2000 w przegranym 0:1 meczu z Dinamem Bukareszt. W Extensiv grał w wyjściowym składzie, jednak na koniec sezonu spadł z nim z ligi.
W 2000 roku Mirel został piłkarzem najbardziej utytułowanego klubu w kraju, Steauy Bukareszt. W barwach nowego klubu zadebiutował 4 sierpnia w wygranym 4:3 spotkaniu z FCM Bacău. Jako podstawowy zawodnik drużyny na koniec sezonu 2000/2001 wywalczył swój pierwszy w karierze tytuł mistrza kraju. Rok później zajął 4. miejsce w lidze, co wśród kibiców i działaczy zostało przyjęte jako rozczarowanie. W latach 2003–2004 zostawał wicemistrzem Rumunii. W sezonie 2003/2004 wystąpił też w fazie grupowej Pucharu UEFA, a ze Steauą doszedł do 1/8 finału. W sezonie 2004/2005 po raz drugi został mistrzem Rumunii. W Pucharze UEFA doszedł ze Steauą aż do półfinału, jednak Rumunii okazali się w nim gorsi od angielskiego Middlesbrough F.C. (1:0, 2:4). W sezonie 2005/2006 obronił wraz z partnerami tytuł mistrzowski sprzed roku. Natomiast w 2007 roku został wicemistrzem. W sezonie 2006/2007 zaliczył dwa występy w rozgrywkach Ligi Mistrzów. W 2008 roku został ze Steauą wicemistrzem kraju. W barwach tego klubu rozegrał łącznie 186 meczów i zdobył 12 goli. Był też jego kapitanem.
W styczniu 2009 roku Rădoi trzyletni podpisał kontrakt z saudyjskim Al-Hilal, który zapłacił za niego 6 milionów euro. Zadebiutował w wygranym 2:0 meczu z Al-Nasr i zdobył w nim gola.
| Sezon   | Klub                     | Kraj                         | Rozgrywki | Mecze | Bramki |
| ------- | ------------------------ | ---------------------------- | --------- | ----- | ------ |
| 1999/00 | FC Drobeta-Turnu Severin | Rumunia                      | Divizia B | ?     | ?      |
| 1999/00 | Extensiv Craiova         | Rumunia                      | Divizia B | 14    | 0      |
| 2000/01 | Steaua Bukareszt         | Rumunia                      | Divizia A | 25    | 1      |
| 2001/02 | Steaua Bukareszt         | Rumunia                      | Divizia A | 22    | 1      |
| 2002/03 | Steaua Bukareszt         | Rumunia                      | Divizia A | 23    | 1      |
| 2003/04 | Steaua Bukareszt         | Rumunia                      | Divizia A | 29    | 2      |
| 2004/05 | Steaua Bukareszt         | Rumunia                      | Divizia A | 20    | 1      |
| 2005/06 | Steaua Bukareszt         | Rumunia                      | Divizia A | 24    | 4      |
| 2006/07 | Steaua Bukareszt         | Rumunia                      | Divizia A | 14    | 1      |
| 2007/08 | Steaua Bukareszt         | Rumunia                      | Divizia A | 16    | 0      |
| 2008/09 | Steaua Bukareszt         | Rumunia                      | Divizia A | 13    | 1      |
| 2008/09 | Al-Hilal                 | Arabia Saudyjska             | I liga    | 13    | 2      |
| 2009/10 | Al-Hilal                 | Arabia Saudyjska             | I liga    | 19    | 2      |
| 2010/11 | Al-Hilal                 | Arabia Saudyjska             | I liga    | 20    | 6      |
| 2011/12 | Al-Hilal                 | Zjednoczone Emiraty Arabskie | I liga    | 19    | 0      |
| 2012/13 | Al-Hilal                 | Zjednoczone Emiraty Arabskie | I liga    | 20    | 2      |
| 2013/14 | Al-Hilal                 | Zjednoczone Emiraty Arabskie | I liga    | 14    | 0      |
| 2014/15 | Al-Ahli                  | Zjednoczone Emiraty Arabskie | I liga    |       |        |

## Kariera reprezentacyjna
W reprezentacji Rumunii Rădoi zadebiutował 5 grudnia 2000 roku w przegranym 2:3 towarzyskim meczu z Algierią. Z kadrą narodową występował już m.in. w eliminacjach do Mistrzostw Świata 2002, Mistrzostw Europy 2004, Mistrzostw Świata 2006 i Mistrzostw Europy 2008.

## Kariera trenerska
Rădoi został głównym trenerem reprezentacji Rumunii po rezygnacji Cosmina Contry w listopadzie 2019 roku.
W dniu 22 stycznia 2023 roku Rădoi został mianowany menadżerem klubu Saudi Pro League Al-Tai FC. Został zwolniony przez klub w dniu 18 maja 2023 r.